# Christian Carl Wenderoth
Christian Carl Wenderoth (* 3. April 1777 in Rotenburg an der Fulda; † 25. September 1860 ebenda) war ein deutscher Theologe und Konsistorialrat.
Wenderoth war der Sohn des Stiftspfarrers Dr. theol. Johann Jacob Wenderoth und von dessen Ehefrau M. J. A. Collmann. Er war Leiter der Schule, Pfarrer und Metropolitan in Rotenburg und Pfarrer in Lispenhausen, seit 1828 Konsistorialrat, Stiftspfarrer, Stiftsdekan, Metropolitan. 
Anlässlich seines 50-jährigen Amtsjubiläums wurde er von der Marburger Fakultät zum Dr. Theol. h. c. ernannt, 1849 zum Ehrenbürger der Stadt Rotenburg an der Fulda. 
Christian Carl Wenderoth starb 1860 kinderlos.